# Nenápadný půvab buržoazie
Nenápadný půvab buržoazie (francouzsky  Le charme discret de la bourgeoisie) je surrealistické filmové drama s prvky černé komedie z roku 1972 režírované Luisem Buñuelem. Na scénáři režisér spolupracoval s Jeanem-Claudem Carrièrem. Děj se odehrává ve Francii. Natáčení probíhalo v Paříži a jejím okolí. Jazykem je francouzština, několik dialogů je ve španělštině.
Snímek byl oceněn Oscarem za nejlepší cizojazyčný film a získal také nominaci na za nejlepší adaptovaný scénář.

## Pozadí vzniku
Námět večeře osob z vyšší společenské třídy vznikl po zkušenosti producenta Serge Silbermana, kterému se udála obdobná příhoda, když zapomněl na doma dohodnutou večeři s přáteli a její záměr neoznámil ani manželce. Ta byla hosty s květinami přepadena v županu. Buñuel příhodu využil v úvodu snímku a protože měl zálibu v opakujících se slovech a jednáních, společně s Jeanem-Claudem Carrièrem vypracovali scénář skupin osob, které se scházejí na večeři, ale jejich snaha povečeřet v klidu z různých příčin selhává.
Postupně vzniklo pět různých scénářů s cílem docílit vyváženosti a logické reality scén, které jsou náhle přerušovány neočekávanými problémy. Ve filmu byl uplatněn také sen a sen ve snu.
Podle surrealistického postupu, kdy název uměleckého díla vzniká na základě náhodného slova či sekvence slov, která vrhnou nový pohled na dílo, došlo k pojmenování filmu podle stejného klíče. Titul byl vybrán poslední natáčecí den v paradoru v Toledu, tentýž den kdy zemřel francouzský státník Charles de Gaulle. Mezi návrhy byla pojmenování Pryč s Leninem neboli Panna v hřebčinci či jednoduchý Šarm buržoazie. Na Carrièrovu výtku, že v pojmenování není žádné přídavné jméno bylo nakonec doplněno slovo „nenápadný“. Tak vznikl finální název Nenápadný půvab buržoazie.

## Obsazení
| Fernando Rey           | Rafael Acosta, velvyslanec Republiky Miranda |
| Paul Frankeur          | M. Thévenot                                  |
| Delphine Seyrig        | Simone Thévenotová                           |
| Bulle Ogierová         | Florence, sestra madam Thévenotové           |
| Stéphane Audranová     | Alice Sénéchalová                            |
| Jean-Pierre Cassel     | Henri Sénéchal                               |
| Julien Bertheau        | Mons. Dufour, římskokatolický biskup         |
| Georges Douking        | zahradník                                    |
| Milena Vukoticová      | Ines, služka Sénéchalových                   |
| Maria Gabriella Maione | partyzán                                     |
| Claude Piéplu          | plukovník                                    |
| Marguerite Muniová     | venkovanka                                   |
| Pierre Maguelon        | krvavý voják                                 |
| François Maistre       | policejní inspektor                          |
| Michel Piccoli         | ministr                                      |
| Pierre Maguelon        | policejní seržant                            |
| Bernard Musson         | číšník v čajovně                             |
| Robert Le Béal         | krejčí                                       |